# Necrópole romana de Fonte Velha
A Necrópole romana de Fonte Velha é um sítio arqueológico perto da vila de Bensafrim, no Município de Lagos, em Portugal. 

## Descrição
O sítio arqueológico consiste num conjunto de sepulturas, situado numa elevação entre as zonas de Fonte Velha, Hortinha, Cercas do Álamo e Sobões da Mina, situado junto à vila de Bensafrim. O espólio encontrado no local consiste em cinco estelas, peças de vidro e metal, e adornos como contas em pasta vítrea, uma bracelete e anéis. As sepulturas na Fonte Velha, de incineração, apresentam várias semelhanças com as encontradas junto ao Monte Molião, perto da cidade de Lagos, como a presença de uma moeda, de um prato e de um vaso unguentário junto ao cadáver. O unguentário consistia num pequeno vaso que continha o óleo perfumado utilizado no ritual funerário, o prato era utilizado para derramar o óleo sobre o cadáver, enquanto que a moeda aludia à crença de que o morto deveria pagar a sua passagem na barca dos mortos. No entanto, no Molião os vasos unguentários eram maioritariamente de cerâmica, enquanto que o caso da Fonte Velha eram principalmente de vidro, e os pratos apresentavam formas diferentes, sendo em grande parte substituídos por taças com pé. Algumas das peças de barro eram do tipo de cerâmica aretina, que também foi encontrada em sepulturas no Monte Molião.

## História
Foram encontradas duas camadas sobrepostas de utilização, relativas aos períodos da Idade do Ferro e romano. Durante o século XIX, Estácio da Veiga fez pesquisas numa necrópole a cerca de um quilómetro de Bensafrim, tendo escavado dezassete sepulturas. Calculou que a necrópole pertencia à primeira Idade do Ferro, tendo encontrado várias peças, incluindo fragmentos de louça de barro, que foram consideradas de grande importância.
Posteriormente o arqueólogo António dos Santos Rocha e o seu grupo estiveram em Bensafrim nos finais do século XIX, tendo feito as suas pequisas com o apoio do prior António José Nunes da Glória, que se destacou pelos seus trabalhos arqueológicos no Algarve, e já antes tinha colaborado com Estácio da Veiga. As escavações iniciaram-se numa zona perto de Bensafrim, junto a uma nora, onde anteriormente se tinham descoberto algumas sepulturas, mas que no entanto já tinham sido destruídas. Os trabalhos incidiram depois num outeiro a algumas centenas de metros, onde foram descobertos vários vestígios de muros e de duas fossas, e uma pedra circular com dois furos de dimensões diferentes, sendo o maior no centro. Santos Rocha avançou que as ruínas poderiam ter pertencido a um lagar de vinho ou azeite, podendo a pedra furada ser utilizada como parte de uma prensa ou moinho. O edifício não seria do período romano, pois os materiais de construção das fossas eram diferentes dos utilizados normalmente nas estruturas romanas no Algarve, enquanto que a sua forma não coincidia com os recipientes utilizados pelos romanos, fragmentos dos quais tinham sido encontrados em Milreu. Com efeito, calculou que devido à fraca qualidade e resistência das estruturas, provavelmente seriam do período islâmico. Esta conclusão é reforçada pela presença, no local, de vários fragmentos de um vaso esmaltado no interior, que provavelmente também seriam do período islâmico. A presença muçulmana em Bensafrim era já reconhecida, expressa pela própria denominação da localidade, pela presença de silos escavados nas ruas tradicionalmente conhecidos como celeiros dos mouros, e pela descoberta de vários fragmentos de cerâmica.
Santos Rocha investigou igualmente uma segunda necrópole, situada junto à já explorada por Estácio da Veiga, num terreno que limitava a exploração anterior pelos lados Norte, Sul, Oeste e Sueste. Encontrou catorze sepulturas, treze das quais semelhantes às já encontradas por Estácio da Veiga, do período pré-histórico, enquanto que uma era do tipo diverso. Tanto a sepultura diferente como duas das outras ficavam ainda dentro da zona explorada por Estácio da Veiga. Também descobriu fragmentos de dezasseis urnas funerárias (ollae cinerariae), e partes de outras e de nas manchas de carvões e cinzas, onde também estavam restos de outros materiais votivos. Tal como sucedeu com as sepulturas escavadas por Estácio da Veiga, estas manchas negras estavam dispostas em pequenos montes, tendo Santos Rocha encontrado os vestígios de catorze manchas, quase todas isoladas e de espessura variável. A tradição romana indicava duas formas principais de se fazer a cremação: no caso dos cidadãos mais abastados, uma pira funerária junto à sepultura, enquanto que a restante população utilizava uma estrutura pública, denominada de ustrino (ustrinum), que ficava nas proximidades. Estácio da Veiga encontrou restos de paredes formando uma estrutura quadrangular, que poderiam ter sido os muros em redor do ustrino. No entanto, caso existisse um ustrino na necrópole da Fonte Velha, isto entraria em contradição com os montes de cinzas e carvões encontradas ao lado das sepulturas, tendo Santos Rocha avançado com a teoria de que estes restos viriam do ustrino em conjunto com a urna contendo as cinzas do cadáver.
Em 2011 foram feitos trabalhos de prospecção no local no âmbito do Plano Nacional de Trabalhos Arqueológicos, tendo sido identificada uma elevação perto de Bensafrim, que provavelmente estará próxima do local investigado por Estácio da Veiga.